# Пепельная белокосая мухоловка
Пепельная белокосая мухоловка (лат. Heteromyias albispecularis) — вид птиц из семейства Австралийские зарянки. Обитает на Новой Гвинее (и в индонезийской её части, и в Папуа-Новая Гвинея) в горах центральной части острова на высоте от 1400 до 2600 м. Ранее рассматривался как один вид с Heteromyias cinereifrons, вместе они назывались Heteromyias albispecularis.

## Описание
Длина 15—18 см, что делает птицу довольно крупной.

## Поведение
Питаются насекомыми, в том числе муравьями и жуками. Дождевые черви также присутствуют в диете птиц.
МСОП виду присвоен статус LC.